# Tiberius Claudius Appius Atilius Bradua Regillus Atticus
 (août 2023).
Si vous disposez d'ouvrages ou d'articles de référence ou si vous connaissez des sites web de qualité traitant du thème abordé ici, merci de compléter l'article en donnant les références utiles à sa vérifiabilité et en les liant à la section « Notes et références ».
Tiberius Claudius Appius Atilius Bradua Regillus Atticus est un sénateur et un homme politique de l'Empire-Romain.

## Famille
Il est le fils du rhéteur Hérode Atticus et de son épouse, Appia Annia Regilla. Il est issu par son père d'une riche famille aristocratique d'Athènes, et par sa mère, il est l'arrière petit-fils de Marcus Atilius Metilius Bradua, consul en 108.
Il a peut-être eu deux enfants, un fils, Tiberius Claudius Atticus, et une fille, Klaudia Regilla, épouse de Marcus Antonius Antius Lupus, préteur vers 190, décédé jeune pendant la préture de Lupus.

## Biographie
À la fin du règne d'Antonin-le-Pieux, grâce à l'amitié de son père Hérode Atticus avec l'empereur, il accède au rang de patricien, dès lors, sa carrière en sera fortement accélérée. Il est consul ordinaire à l'âge de 33 ans en 185 avec pour collègue Triarius Maternus Lascivius.